# Anthurium andraeanum
Anthurium andraeanum Linden ex André, 1877 è una pianta appartenente alla famiglia Araceae.

## Descrizione
È una pianta a portamento cespuglioso.

### Radici
Le radici si espandono ampiamente.

### Fusto
Il fusto pieghevole è dotato di radici aeree.

### Foglie
Presenta larghe foglie cuoriformi verde scuro grandi fino a 50 cm.

### Infiorescenza
L'infiorescenza è a forma di portacandela, in cui lo spadice giallo rappresenterebbe la candela; il colore può essere molto vario (di solito rosso, ma anche rosa, bianco, bianco screziato di rosso e perfino nero, che in realtà è un viola molto scuro).

## Distribuzione e habitat
È originario della foresta pluviale di Colombia e Ecuador.

## Proprietà
È tossico e causa irritazione alle mucose orali con bruciore intenso alle labbra, lingua, salivazione eccessiva, difficoltà nella deglutizione e vomito se ingerita.

## Varietà

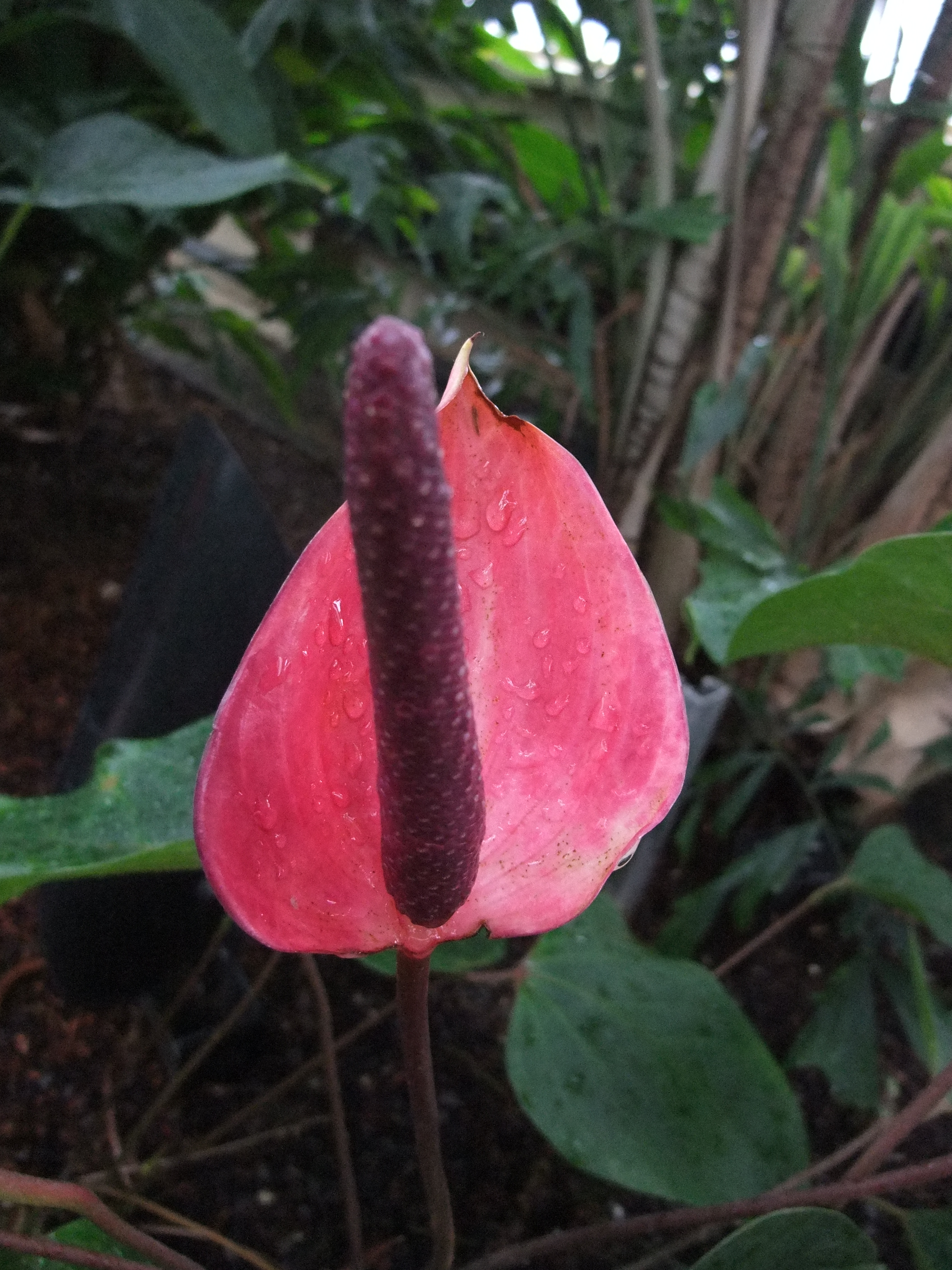

- A. andreanum 'Royal Flush': è una cultivar con brattea rosa caldo e spadice scuro con sfumature rosee; le foglie sono verde scuro.